# Morfydd Clark
Morfydd Clark, née le 17 mars 1989, est une actrice galloise,. Elle est connue pour ses rôles au cinéma comme Maud dans Saint Maud et Dora Spenlow dans L'Histoire personnelle de David Copperfield, et à la télévision comme Mina Harker dans Dracula, Sœur Clara dans His Dark Materials : À la croisée des mondes, et Galadriel dans la série Le Seigneur des Anneaux : Les Anneaux de Pouvoir.

## Jeunesse
Clark naît en Suède et déménage avec sa famille à Penarth, au Pays de Galles, à l'âge de 2 ans. Elle décrit son père comme un « Glaswégien d'Irlande du Nord », et son côté maternel est originaire du nord du Pays de Galles. Elle parle couramment l'anglais et le gallois, ayant été inscrite avec sa sœur dans une école de langue galloise à l'âge de 7 ans. Après avoir lutté contre la dyslexie et le TDAH, elle quitte l'école à 16 ans. En 2009, elle est acceptée dans la production de According to Brian Haw du British Youth Music Theatre (en) et au National Youth Theatre of Wales, avant de suivre une formation au Drama Centre London (en).

## Carrière

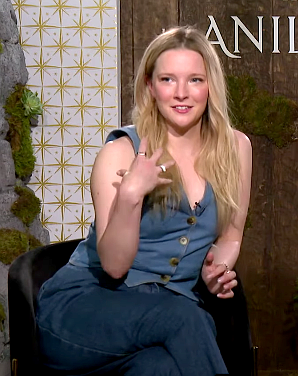
L'actrice dans un entretien (2022) sur la série Les Anneaux de Pouvoir.

Clark quitte le Drama Centre lors de son dernier trimestre pour jouer dans la pièce Blodeuwedd de Saunders Lewis avec le Theatr Genedlaethol Cymru (en). Elle apparaît dans Violence and Son au Royal Court, dans le rôle de Juliette dans Roméo et Juliette au Crucible Theatre, à Sheffield, et dans Les Liaisons Dangereuses (en) au Donmar Warehouse. Elle joue le rôle de Frederica Vernon dans le film Love & Friendship de Whit Stillman.
En 2016, elle apparaît dans le film The Call Up et dans le rôle de Cordelia dans Le Roi Lear au théâtre Old Vic. En 2017, elle joue dans Interlude in Prague (en), et incarne Catherine Dickens dans Charles Dickens, l'homme qui inventa Noël.
En 2019, elle apparaît dans les films Crawl, L'histoire personnelle de David Copperfield et Eternal Beauty (en). Cette année-là également, Clark joue dans le film d'horreur psychologique Saint Maud, acclamé par la critique, dans le rôle de Maud. Pour sa performance, elle est nommée pour la meilleure actrice au British Independent Film Awards 2020, et au BAFTA Rising Star Award 2021.
En 2022, Clark incarne une version plus jeune du personnage de Galadriel dans la série Le Seigneur des anneaux : Les Anneaux de pouvoir sur Amazon Prime.

## Filmographie

### Films
- 2014 : Madame Bovary : Camille
- 2014 : The Falling : Pamela Charron
- 2016 : Orgueil et Préjugés et Zombies : Georgiana Darcy
- 2016 : Love & Friendship : Frederica Vernon
- 2016 : National Theatre Live : Les Liaisons Dangereuses : Cécile Volanges
- 2016 : Next Level (The Call Up) : Shelly
- 2017 : Interlude in Prague (en) : Zuzanna Lubtak
- 2017 : Charles Dickens, l'homme qui inventa Noël : Catherine Dickens
- 2019 : Crawl : Beth Keller
- 2019 : L'histoire personnelle de David Copperfield : Dora Spenlow (en)
- 2019 : Eternal Beauty (en) : Jane (jeune)
- 2019 : Saint Maud : Maud

### Télévision
- 2014 : New Worlds (en) : Amelia
- 2014 : Un poète à New York (en), téléfilm : Nancy Wickwire
- 2015 : Arthur & George (en) : Mary
- 2018 : L'Aliéniste : Caroline Bell
- 2018 : The City and the City (en) : Yolanda Stark
- 2018 : Patrick Melrose : Debbie Hickman
- 2018 : Outsiders, téléfilm : Mari
- 2019 : His Dark Materials : À la croisée des mondes : Sœur Clara
- 2020 : Dracula : Mina Harker
- 2022 - présent : Le Seigneur des anneaux : Les Anneaux de pouvoir : Galadriel

## Prix et nominations
| Année | Prix                                          | Catégorie                                                         | Films                                                     | Résultat   | Ref.   |
| ----- | --------------------------------------------- | ----------------------------------------------------------------- | --------------------------------------------------------- | ---------- | ------ |
| 2020  | Dublin Film Critics' Circle                   | Prix de la percée                                                 | Saint Maud et L'histoire personnelle de David Copperfield | Lauréat    | [ 18 ] |
| 2021  | London Film Critics Circle prix 2020          | Actrice britannique/irlandaise de l'année                         | Saint Maud et Eternal Beauty (en)                         | Lauréat    | [ 19 ] |
| 2021  | British Independent Film Awards 2020          | Meilleure actrice                                                 | Saint Maud                                                | Nomination | [ 20 ] |
| 2021  | 74e cérémonie des British Academy Film Awards | Rising Star Award                                                 | Rising Star Award                                         | Nomination | [ 21 ] |
| 2022  | Fangoria Chainsaw Awards                      | Best Lead Performance                                             |                                                           | Nomination | [ 22 ] |
| 2023  | Critics' Choice Super Awards                  | Meilleure actrice dans une série de science fiction ou de fantasy | Le Seigneur des Anneaux : Les Anneaux de Pouvoir          | Nomination | [ 23 ] |
| 2023  | Canneseries                                   | Madame Figaro Rising Star Award                                   | Le Seigneur des Anneaux : Les Anneaux de Pouvoir          | Lauréat    | [ 24 ] |